# Нун, Фероз Хан
Фероз Хан Нун (урду ملک فیروز خان نون‎; 18 июня 1893, Саргодха — 9 декабря 1970, Нурпур Нун) — пакистанский государственный деятель. Седьмой премьер-министр Пакистана.

## Биография
Родился в 1893 году в одной из самых влиятельных семей Пенджаба. Получил начальное образование в Лахоре, после чего продолжил обучение в Лондоне в Оксфордском университете. С 1917 по 1926 год он работал в Верховном суде Лахора. Затем Фероз решил попробовать себя в политике и был назначен министром здравоохранения и образования в Кабинете министров Пенджаба. С 1936 по 1941 год был Верховным комиссаром по делам Индии в Лондоне. В 1941 году он вошёл в Исполнительный совет вице-короля и сохранил должность до 1945 года. Одновременно с этим он занимал должность министра обороны Британской Индии с 1942 по 1945 год. Фероз был первым индийцем, который занял такие престижные посты в период британского правления.
В октябре 1947 года Мухаммад Али Джинна назначил Фероза Хан Нуна послом в некоторых странах мусульманского мира. Целью назначения было наладить контакт с мусульманскими странами. Этот человек был во главе делегации первой официальной миссии, направленной за границу правительством Пакистана. Целью миссии было ознакомить мусульманские страны с внутренними проблемами Пакистана и получить моральную и финансовую поддержку со стороны братских стран. Фероз успешно справился с заданием.
Благодаря своему политическому и административному опыту, Фероз Хан Нун был назначен губернатором Восточного Пакистана. Сам он, однако, был больше заинтересован в том, чтобы остаться в политике провинции Пенджаб. Ему удалось добиться своей цели в 1953 году, когда он стал Главным министром Пенджаба. В 1956 году он стал министром иностранных дел Пакистана, на эту должность его назначил Хусейн Шахид Сухраварди.
Будучи близким другом Искандера Мирзы, Фероз Хан Нун стал президентом Республиканской партии в Пенджабе и занял должность премьер-министра Пакистана 16 декабря 1957 года. Поначалу президент Искандер Мирза поддерживал Фероза в формировании кабинета министров, однако позднее Мирза стал считать Хан Нуна препятствием на своём пути к получению абсолютной власти. 7 октября 1958 года в стране было введено Военное положение и Фероз Хан Нун был снят с должности премьер-министра.
Умер 9 декабря 1970 года в Сарароге.